# NHN여행박사
NHN여행박사는 2000년에 창립된 대한민국의 여행사이다. 본사는 서울에 있으며, 일본을 비롯한 유럽, 중국, 동남아, 대양주의 여행상품을 제공한다.

## 연혁
- 2000년 8월, 여행박사 창립
- 2001년 6월, 일본여행 관련 개인홈페이지 JTOUR와 공동영업 및 판매계약
- 2002년 6월, 가격파괴 상품 개발(동경 3일 299,000원/큐슈 2일 99000원 개발 상품으로 비수기 타개에 공헌)
- 2010 국제표준화기구(ISO)인증기업
- 2011년 4월, 가격파괴 상품 개발(돗토리 4일 9,900원/미야자키 3일 199,000원 개발 상품으로 3.11사태 타개에 공헌)
- 2014년 8월, 전세계 현지투어 할인 예약센터 '원데이투어' 브랜드 런칭(www.1daytour.co.kr 보관됨 2019-05-17 - 웨이백 머신)
- 2018년 9월, NHN엔터 전략적 투지유치
- 2019년 4월, NHN여행박사로 사명 변경

## 웹사이트
- NHN여행박사 홈페이지